# 陳其志 (萬曆進士)
陳其志（1556年—1603年），字公衡，號景湖，福建興化府莆田縣人，明朝政治人物。

## 生平
萬曆七年（1579年）己卯科福建鄉試第十四名，萬曆十一年（1583年）癸未科會試第一百五十名，登三甲第三十三名進士。户部觀政，本年授浙江永嘉县知县，受到温州知府衛承芳的器重。丁外艱，十八年起補奉化知縣，本年調长洲縣，二十年入授南京户部主事，二十二年升员外郎，二十三年升南兵部車駕司郎中，二十五年改補南吏部郎中，丁内艱，起補禮部郎中。二十九年疏言萬世德不宜入副都察院，但以司馬居邊，未為不可。謫廣西河池州同知，三十一年卒。然世德卒出督蓟鎮，如其志言。其志精人倫鉴，分校南闈，得士十人，多成名進士。所著诗醖藉清新，率宗王维、孟浩然，人惜其早世云。

## 家族
曾祖陳伯獻，曾任中憲大夫按察司提學副使；祖父陳大沛；父陳應樅。前母鄭氏；母林氏。具庆下。